# CNN Türk
A CNN Türk török hírcsatorna, amely 1999. október 11-én kezdte meg adását. Csak Törökországban sugározzák. A Warner Bros. Discovery és a Demirören Group tulajdonában van. Isztambulban van a központja.